# دنيا (مسلسل)
دنيا هو مسلسل سوري كوميدي، فكرة وبطولة أمل عرفة.
يتحدث عن فتاة سورية بسيطة تغادر قريتها إلى دمشق لتعمل خادمة في المنازل حتى تجمع مبلغا لكي تسترد أرض سلبها أخوها الأكبر منها وتجد في طريقها الكثير من المشكلات التي غالبها مايسببها فضولها وثرثرتها الزائدة، وتتعرف في الشام على الطباخة طرفة التي سرعان ماتصبح صديقتها الوفية
يحمل المسلسل الكثير من المعاني والمواقف المضحكة. صور الجزء الثاني من المسلسل في دمشق وطرطوس مع عودة أمل عرفة وشكران مرتجى وإخراج زهير قنوع.

## شخصيات العمل
| - أمل عرفة:دنيا أسعد سعيد - شكران مرتجى بدور طرفة - خالد تاجا بدور أبو رامي - هالة حسني بدور أم رامي - وفاء الموصللي بدور سحر - عبير شمس الدين: رولا - عصام عبه جي: عبد الرؤوف - ليلى سمور: دلال - رجاء قوطرش - رياض شحرور: أبو احمد البقال - علي كريم: المحامي سميح - أنطوانيت نجيب: ام جلال - أحمد رافع: عزو - عائدة يوسف: نيڤين | - أحمد خليفة: أبو قاسم الكوا - باسل خياط: ضيف شرف حلقة واحدة - سعد الدين بقدونس: عبد الله صديق كوكب - عبد الفتاح المزين: مراد (الطبال) - رامز عطا الله - محمد العقاد - غادة واصف - هدى شعراوي: كوكب صادق - توفيق العشا: مدير المستشفى - عبد الحكيم قطيفان: ضياء - باسم ياخور: نبيل بيك - جرجس جبارة: رياض (كاتب) - ديمة الجندي: مي (الصحفية) | - رامي حنا: رأفت - قصي خولي: صديق رامي - حسن عويتي: حمدي عجيب - عبد المنعم عمايري: مهيب (المصور) - نجوى صدقي - نزار أبو حجر: ابوسليم - محمد خير الجراح: أبو مدحت - حسام الشاه: حسن - صباح بركات: دارين - نوار بلبل: رامي - فدوى سليمان - صبحي الرفاعي: وائل (مدير التلفزيون) - لينا كرم: رباب |

| - أميرة حجو - مأمون الفرخ: مروان (مذيع) - سوزان سكاف: مها - رجاء يوسف: صديقة نيفين - زينة ظروف - فاضل وفائي: محجوب - رنده عيد | - دينا خانكان - عبد الحميد خليفة - ليلى بقدونس: سميرة (السكرتيرة) - مروان سباعي - حسين ادلبي - عايده يوسف: نيفين | - مصطفى الحاج - ديانا إبراهيم - خالد مهتدي - زكي كورديللو - موفق المصري - نور الدين داغستاني | - عيد العبد - رشا الزعبي - مازن لطفي - أمجد طعمة - عادل الزايد - حسام محي الدين | - محمود خضور - روعة مخللاتي - برجس عبود - محي الدين خشيفاتي - سامر شقير - غاده الصالح - فاتن بركات:ست إلهام | - رانيا تفوح - عادل حمزه - جهينة خربوطلي - احمد كنعان - رشا الزغبي: سوزي - إيمان عبد العزيز |

## جزء ثاني
في أواخر عام 2014 أعلنت الفنانة أمل عرفة أنها قد انتهت من كتابة حلقات الجزء الثاني من المسلسل. مؤكدة ان المسلسل سيتم عرضه في شهر رمضان 2015 مع عودة الفنانة أمل عرفة وشكران مرتجى بدور دنيا وطرفة. وتم تصوير المسلسل بالعاصمة دمشق تحت إشراف المخرج زهير قنوع.. وقد شارك أمل في كتابة النص السيناريست سعيد حناوي والمخرج زهير قنوع أيضا، وعرض الجزء الثاني على عدة قنوات منها تلفزيون أبوظبي والتلفزيون السوري.